# Styringomyia platystyla
Styringomyia platystyla là một loài ruồi trong họ Limoniidae. Chúng phân bố ở miền Australasia.